# House of Fun
"House of Fun" är den brittiska ska/popgruppen Madness tolfte singel. Texten skrevs av saxofonisten Lee Thompson och musiken av keyboardisten Michael Barson.
"House of Fun" handlar om en kille som just fyllt 16 (åldern då man får börja ha sex i Storbritannien) och som går för att köpa kondomer. Men kassörskan missförstår honom eftersom han använder lite krystade förklaringar på vad han vill köpa, tex. "box of ballons" ("en låda ballonger"), och skickar istället iväg honom till en skämtartikelaffär ("The House of Fun") längre ner på gatan.
Den låg 9 veckor på englandslistan, varav 2 veckor som etta. Det är Madness första (och, i oktober 2007, hittills enda) englandsetta.
Efter "Baggy Trousers" är detta Madness mest sålda singel i Storbritannien.
"House of Fun" finns med på de flesta av Madness samlingsalbum.

## Musikvideon
Musikvideon är en av Madness mest händelserika. Sångaren Graham McPherson spelar killen, som i affären "kompas" av Thompson och Chas Smash, som står bakom honom och spelar saxofon och trumpet. Videon är också inspelad på bl.a. en frisersalong och på ett tivoli.
1992, i samband med Madness comeback, släpptes House of Fun ytterligare en gång som singel, den här gången nådde den en fyrtionde (40) plats.

## Låtlista
1. "House of Fun" (Lee Thompson, Michael Barson) – 2:49
2. "Don't Look Back" (Christopher Foreman) – 3:31

## Övrigt
Madness framför "House of Fun" på ett café i komediserien The Young Ones.